# Dennis Deroey
Dennis Deroey (Leuven, 14 augustus 1987) is een Belgisch volleyballer.

## Levensloop
Deroey was actief bij Mitters Wespelaar en VC Heverlee alvorens hij in 2007 debuteerde in het eerste team van VC Averbode. Vervolgens ging hij aan de slag bij VC Puurs en in 2010-'11 sloot hij aan bij VC Maaseik, waarmee hij dat seizoen landskampioen werd. Vervolgens kwam Deroey uit voor VC Halen en het Duitse Evivo Düren.
In 2013 keerde hij terug naar de Belgische competitie, alwaar hij eerst actief was bij VC Puurs en vervolgens drie seizoenen bij Topvolley Antwerpen. Hierop aansluitend kwam hij twee seizoenen uit voor Lindemans Aalst. Sinds 2019 verdedigt hij de kleuren van Knack Roeselare. Met deze club werd hij driemaal landskampioen (2021, 2022 en 2023) en won hij even vaak de Beker van België (2020, 2021 en 2023). Ook won hij met Roeselare tweemaal de Supercup (2019 en 2022) en bereikte hij met dit team in 2022-'23 de finale van de CEV Cup, waarin het Italiaanse Volley Modena evenwel te sterk bleek.
Daarnaast was hij actief bij het Belgisch volleybalteam. Met de Red Dragons nam hij onder meer deel aan het Europees kampioenschap van 2015.
Ook is hij actief in het beachvolleybal, waarin hij in 2018 en 2023 samen met Martijn Colson Belgisch kampioen werd. Daarnaast werd hij viermaal vice-Belgisch kampioen: In 2012 met zijn broer Maarten, in 2014 met Aljosa Urnaut , in 2015 met Seppe Baetens en in 2022 met Martijn Colson.
Van opleiding is hij bachelor lichamelijke opvoeding.